# Domaniów (gmina)
Domaniów – gmina wiejska we wschodniej części województwa dolnośląskiego, w powiecie oławskim. W latach 1975–1998 gmina administracyjnie należała do województwa wrocławskiego. Siedzibą gminy jest Domaniów. 
Po zakończeniu II wojny światowej gmina została zasiedlona w przeważającej mierze przez przesiedleńców z Kresów (85,2%) oraz osadników z Polski centralnej (10,06%); niemal całość ogółu mieszkańców składała się z ludności napływowej.
Według danych z 31 grudnia 2013 gminę zamieszkiwało 5327 osób. Natomiast według danych z 31 grudnia 2019 roku gminę zamieszkiwały 5162 osoby.
Według danych z 30 czerwca 2020 roku gminę zamieszkiwały 5164 osoby.
Jest to gmina o charakterze rolniczym, położona na wysokości ok. 140 m n.p.m.

## Struktura powierzchni
Według danych z roku 2002 gmina Domaniów ma obszar 94,31 km², w tym:
- użytki rolne: 91%
- użytki leśne: 0%

Gmina stanowi 18,01% powierzchni powiatu.

## Demografia

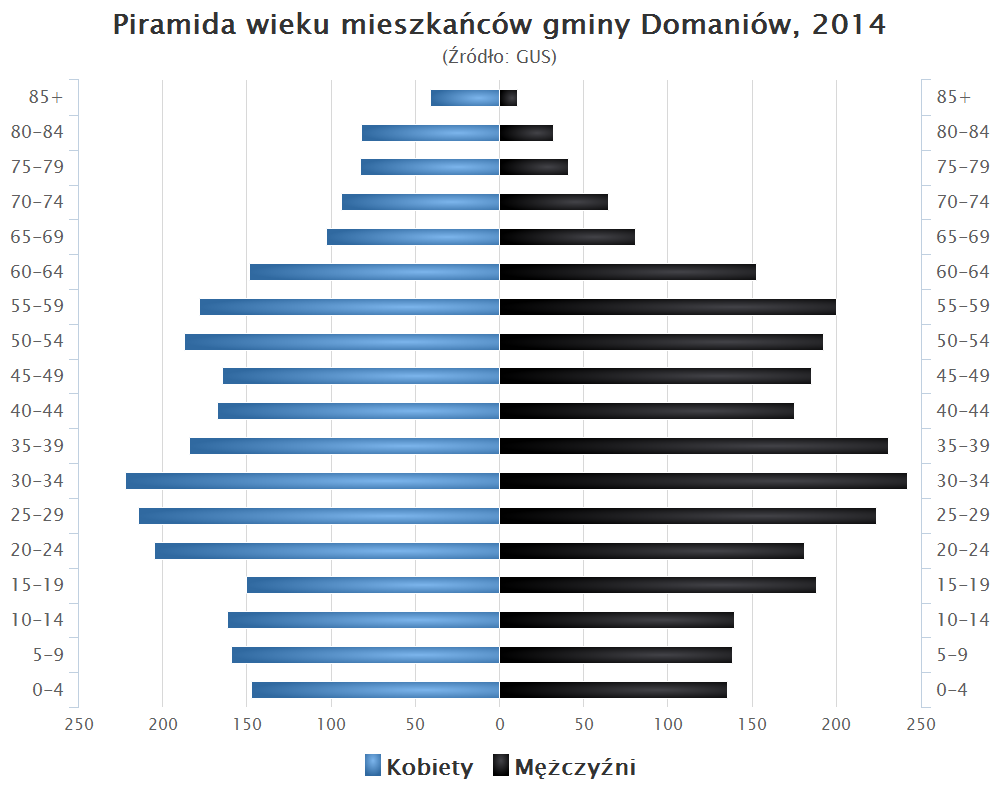
Piramida wieku mieszkańców gminy Domaniów w 2014 roku

Dane z 31 grudnia 2013
| Opis                              | Ogółem | Ogółem | Kobiety | Kobiety | Mężczyźni | Mężczyźni |
| --------------------------------- | ------ | ------ | ------- | ------- | --------- | --------- |
| jednostka                         | osób   | %      | osób    | %       | osób      | %         |
| populacja                         | 5 327  | 100    | 2 702   | 50,7    | 2 625     | 49,3      |
| gęstość zaludnienia (mieszk./km²) | 56,5   | 56,5   | 28,6    | 28,6    | 27,9      | 27,9      |

## Komunikacja
Przez środkową część gminy z pn.-zach. na pd.-wsch. przebiega autostrada A4 (E40). Przez północną część przebiega droga wojewódzka nr 346, a przez część pd.-wsch. droga wojewódzka nr 396. Brak linii kolejowych.

## Sąsiednie gminy
Borów, Oława, Siechnice, Strzelin, Wiązów, Żórawina